# Jacques Lévesque
Pour les articles homonymes, voir Lévesque.
Jacques Lévesque est un politologue et professeur québécois né le 2 octobre 1940 à Saint-Félicien. C'est le premier expert de l'Union soviétique au Québec. Il enseigne toujours en politique à l'UQAM.

## Œuvres
- Le retour de la Russie, Montréal, Varia 2007, Jacques Lévesque, Entretien avec Jean-François Légaré-Tremblay
- La Russie et son ex-empire: Reconfiguration géopolitique de l'ancien espace soviétique, Paris, Presses de la Fondation Nationale des Sciences Politiques, 2003, Jacques Lévesque, avec Yann Breault et Pierre Jolicoeur
- Inauspicious Beginnings: Principal Powers and International Security Institutions After the Cold War, 1989 1999 (Foreign Policy, Security, and Strategic Studies) McGill-Queens University Press, 2000, by Onnig Beylerian and Jacques Levesque,editors.
- L'URSS en Afghanistan - 1979-1989, Complexe, 1991, par Jacques Lévesque
- 1989, la fin d'un empire: L'URSS et la libération de l'Europe de l’Est, Paris 1995, Presses de Sciences Po, par Jacques Lévesque
- The Enigma of 1989: The USSR and the Liberation of Eastern Europe, Berkeley, University of California Press, 1997, by Jacques Levesque
- Italian Communists Versus the Soviet Union: The Pci Charts a New Course (Policy Papers in International Affairs)  Berkeley, Institute of International Affairs, 1987, by Jacques Levesque
- L'URSS et sa politique internationale, de Lénine à Gorbatchev, Paris, Armand Colin (coll. « U) » 1988, par Jacques Lévesque
- L'URSS et sa politique internationale depuis 1917, Paris, Armand Colin (coll. « U ») 1980, par Jacques Lévesque
- L'URSS et la révolution cubaine, Paris, Presses de la Fondation National des Sciences Politiques, 1976, par Jacques Lévesque
- The USSR and the Cuban Revolution: Soviet Ideological and Strategical Prespectives, New York, Praeger, 1977, by Jacques Levesque
- Socialism in the Third World by H. Desfosses and Jacques Levesque, editors, New York, Praeger 1974.
- Le conflit sino-soviétique, Paris, Presses Universitaires de France, coll. « Que sais-je ? » no 1529, 1973 et 1978, par Jacques Lévesque
- Le conflit sino-soviétique et l'Europe de l’Est, Montréal, Presses de l'Université de Montréal, 1970, par Jacques Lévesque
- The Future of NATO: Enlargement, Russia, and European Security (Foreign Policy, Security and Strategic Studies) Montreal, McGill-Queens University Press, 1998, by Jacques Levesque, and Charles-Philippe David,editors.

## Distinctions
- 1982 - Membre de la Société royale du Canada
- 1992 - Bourse Killam
- 2000 - Chevalier de la Légion d'honneur de France
- 2002 - Chevalier de l'Ordre national du Québec
- 2004 - Membre de l'Ordre du Canada